# Хаџи Проданова улица (Београд)
| ХАЏИ ПРОДАНОВА · улица | ХАЏИ ПРОДАНОВА · улица    |
| ---------------------- | ------------------------- |
|                        |                           |
| Општина                | Врачар                    |
| Почетак                | Улица Хаџи Ђерина         |
| Крај                   | Кичевска улица            |
| Дужина                 | 210 m                     |
| Ширина                 | 10 m                      |
| Створена               | пре 1896.                 |
| Названа                | 1905.                     |
| Стари називи           | Варваринска, Баба Вишњина |
|                        |                           |
|                        |                           |

Хаџи Проданова улица је улица на Врачару, у Београду. Простире се од улице Хаџи Ђерине, па до Кичевске улице. Улица је добила назив по Глигоријевић Хаџи Продану који је био војвода Првог српског устанка. Водио је 1814. године Хаџи проданову буну, али неуспешно.
Улица је дугачка 210 метара

## Име улице
Ова улица је више пута током историје мењала име:
- Варваринска (1896-1900. године)
- Баба Вишњина (1900-1905. године)

## Галерија
- Улица Хаџи Проданова
- Табла Улице Хаџи Проданова